# TREM1
TREM1 (англ. Triggering receptor expressed on myeloid cells 1) – білок, який кодується однойменним геном, розташованим у людей на короткому плечі 6-ї хромосоми. Довжина поліпептидного ланцюга білка становить 234 амінокислот, а молекулярна маса — 26 387.
| 10         |  | 20         |  | 30         |  | 40         |  | 50         |
| ---------- |  | ---------- |  | ---------- |  | ---------- |  | ---------- |
| MRKTRLWGLL |  | WMLFVSELRA |  | ATKLTEEKYE |  | LKEGQTLDVK |  | CDYTLEKFAS |
| SQKAWQIIRD |  | GEMPKTLACT |  | ERPSKNSHPV |  | QVGRIILEDY |  | HDHGLLRVRM |
| VNLQVEDSGL |  | YQCVIYQPPK |  | EPHMLFDRIR |  | LVVTKGFSGT |  | PGSNENSTQN |
| VYKIPPTTTK |  | ALCPLYTSPR |  | TVTQAPPKST |  | ADVSTPDSEI |  | NLTNVTDIIR |
| VPVFNIVILL |  | AGGFLSKSLV |  | FSVLFAVTLR |  | SFVP       |  |            |

A: Аланін

C: Цистеїн

D: Аспарагінова кислота

E: Глутамінова кислота

F: Фенілаланін

G: Гліцин

H: Гістидин

I: Ізолейцин

K: Лізин

L: Лейцин

M: Метіонін

N: Аспарагін

P: Пролін

Q: Глутамін

R: Аргінін

S: Серин

T: Треонін

V: Валін

W: Триптофан

Кодований геном білок за функцією належить до рецепторів. 
Задіяний у такому біологічному процесі, як альтернативний сплайсинг. 
Локалізований у клітинній мембрані, мембрані.
Також секретований назовні.